# Золотой глобус (премия, 2025)
82-я церемония вручения премии «Золотой глобус» — церемония награждения за заслуги в области кинематографа и телевидения за 2024 год, состоявшаяся 5 января 2025 года. Транслировалась каналом CBS. Ведущей церемонии стала Никки Глейзер.
Номинации были объявлены 9 декабря 2024 года на пресс-конференции в отеле «Беверли Хилтон» актёрами Моррисом Честнатом и Минди Калинг после вступительного слова президента «Золотого глобуса» Хелен Хоэнхе. Фильм «Эмилия Перес», получивший десять номинаций, стал лидером среди комедий или музыкальных фильмов за всю историю «Золотых глобусов» — всего на одну меньше общего рекорда в одиннадцать, установленного фильмом «Нэшвилл» в 1975 году. Вторым по количеству номинаций в кино стал «Бруталист» — семь номинаций, за ним следует «Конклав» — шесть. В телевизионных номинациях лидирует «Медведь» — пять, за ним следуют «Сёгун» и «Убийства в одном здании» — по четыре.

## Список лауреатов и номинантов

### Игровое кино

#### Количество побед/номинаций
- 4/10: «Эмилия Перес»
- 3/7: «Бруталист»
- 1/6: «Конклав»
- 1/5: «Субстанция»
- 1/4: «Претенденты», «Настоящая боль», «Злая: Сказка о ведьме Запада»
- 1/2: «Я всё ещё здесь»
- 0/5: «Анора»
- 0/4: «Дикий робот»
- 0/3: «Боб Дилан: Никому не известный»
- 0/2: «Всё, что нам кажется светом», «Ученик», «Дюна: Часть вторая», «Гладиатор 2», «Головоломка 2», «Шоугёрл»

| Категории                                        | Номинанты | Номинанты                                                                          |
| ------------------------------------------------ | --- | ---------------------------------------------------------------------------------- |
| Лучший фильм — драма                             | • Бруталист / The Brutalist | • Бруталист / The Brutalist                                                        |
| Лучший фильм — драма                             | • Боб Дилан: Никому не известный / A Complete Unknown                                                                                    |                                                                                    |
| Лучший фильм — драма                             | • Конклав / Conclave |                                                                                    |
| Лучший фильм — драма                             | • Дюна: Часть вторая / Dune: Part Two |                                                                                    |
| Лучший фильм — драма                             | • Мальчишки из «Никеля» / Nickel Boys |                                                                                    |
| Лучший фильм — драма                             | • Пятое сентября / September 5 |                                                                                    |
| Лучший фильм — комедия или мюзикл                | • Эмилия Перес / Emilia Pérez | • Эмилия Перес / Emilia Pérez                                                      |
| Лучший фильм — комедия или мюзикл                | • Анора / Anora |                                                                                    |
| Лучший фильм — комедия или мюзикл                | • Претенденты / Challengers |                                                                                    |
| Лучший фильм — комедия или мюзикл                | • Настоящая боль / A Real Pain |                                                                                    |
| Лучший фильм — комедия или мюзикл                | • Субстанция / The Substance |                                                                                    |
| Лучший фильм — комедия или мюзикл                | • Злая: Сказка о ведьме Запада / Wicked                                                                                                  |                                                                                    |
| Лучшая режиссура                                 | | • Брэди Корбет — «Бруталист»                                                       |
| Лучшая режиссура                                 | • Жак Одиар — «Эмилия Перес» |                                                                                    |
| Лучшая режиссура                                 | • Шон Бейкер — «Анора» |                                                                                    |
| Лучшая режиссура                                 | • Эдвард Бергер — «Конклав» |                                                                                    |
| Лучшая режиссура                                 | • Корали Фаржа — «Субстанция» |                                                                                    |
| Лучшая режиссура                                 | • Паял Кападиа — «Всё, что нам кажется светом»                                                                                           |                                                                                    |
| Лучший актёр в драматическом фильме              | | • Эдриен Броуди — «Бруталист» (за роль Ласло Тота)                                 |
| Лучший актёр в драматическом фильме              | • Тимоти Шаламе — «Боб Дилан: Никому не известный» (за роль Боба Дилана)                                                                 |                                                                                    |
| Лучший актёр в драматическом фильме              | • Дэниел Крэйг — «Квир» (за роль Уильяма Ли)                                                                                             |                                                                                    |
| Лучший актёр в драматическом фильме              | • Рэйф Файнс — «Конклав» (за роль кардинала Томаса Лоуренса)                                                                             |                                                                                    |
| Лучший актёр в драматическом фильме              | • Колман Доминго— «Синг Синг» (за роль Джона «Дивайн Джи» Уитфилда)                                                                      |                                                                                    |
| Лучший актёр в драматическом фильме              | • Себастиан Стэн — «Ученик. Восхождение Трампа» (за роль Дональда Трампа)                                                                |                                                                                    |
| Лучшая актриса в драматическом фильме            | | • Фернанда Торрес — «Я всё ещё здесь» (за роль Юнис Пайвы)                         |
| Лучшая актриса в драматическом фильме            | • Памела Андерсон — «Шоугёрл» (за роль Шелли)                                                                                            |                                                                                    |
| Лучшая актриса в драматическом фильме            | • Анджелина Джоли — «Мария» (за роль Марии Каллас)                                                                                       |                                                                                    |
| Лучшая актриса в драматическом фильме            | • Николь Кидман — «Плохая девочка» (за роль Роми Мейтис)                                                                                 |                                                                                    |
| Лучшая актриса в драматическом фильме            | • Тильда Суинтон — «Комната по соседству» (за роль Марты)                                                                                |                                                                                    |
| Лучшая актриса в драматическом фильме            | • Кейт Уинслет — «Ли» (за роль Ли Миллер)                                                                                                |                                                                                    |
| Лучший актёр в комедии или мюзикле               | | • Себастиан Стэн — «Другой человек» (за роль Эдварда Лемюэля / Гая Мораца)         |
| Лучший актёр в комедии или мюзикле               | • Джесси Айзенберг — «Настоящая боль» (за роль Дэвида Каплана)                                                                           |                                                                                    |
| Лучший актёр в комедии или мюзикле               | • Гэбриел Лабелль — «Шоу субботним вечером» (за роль Лорна Майклза)                                                                      |                                                                                    |
| Лучший актёр в комедии или мюзикле               | • Хью Грант — «Еретик» (за роль мистера Рида)                                                                                            |                                                                                    |
| Лучший актёр в комедии или мюзикле               | • Джесси Племонс — «Виды доброты» (за роль Роберта, Дэниела и Эндрю)                                                                     |                                                                                    |
| Лучший актёр в комедии или мюзикле               | • Глен Пауэлл — «Я не киллер» (за роль Гэри Джонсона)                                                                                    |                                                                                    |
| Лучшая актриса в комедии или мюзикле             | | • Деми Мур — «Субстанция» (за роль Элизабет Спаркл)                                |
| Лучшая актриса в комедии или мюзикле             | • Эми Адамс — «Ночная сучка» (за роль Матери)                                                                                            |                                                                                    |
| Лучшая актриса в комедии или мюзикле             | • Синтия Эриво — «Злая: Сказка о ведьме Запада» (за роль Эльфэбы)                                                                        |                                                                                    |
| Лучшая актриса в комедии или мюзикле             | • Карла София Гаскон — «Эмилия Перес» (за роль Эмилии Перес / Хуана «Манитас» Дель Монте)                                                |                                                                                    |
| Лучшая актриса в комедии или мюзикле             | • Майки Мэдисон — «Анора» (за роль Аноры (Эни) Михеевой)                                                                                 |                                                                                    |
| Лучшая актриса в комедии или мюзикле             | • Зендея — «Претенденты» (за роль Таши Дональдсон)                                                                                       |                                                                                    |
| Лучший актёр второго плана                       | | • Киран Калкин — «Настоящая боль» (за роль Бенджи Каплана)                         |
| Лучший актёр второго плана                       | • Юра Борисов — «Анора» (за роль Игоря)                                                                                                  |                                                                                    |
| Лучший актёр второго плана                       | • Эдвард Нортон — «Боб Дилан: Никому не известный» (за роль Пита Сигера)                                                                 |                                                                                    |
| Лучший актёр второго плана                       | • Гай Пирс — «Бруталист» (за роль Харрисона Ван Бюрена)                                                                                  |                                                                                    |
| Лучший актёр второго плана                       | • Джереми Стронг — «Ученик» (за роль Роя Кона)                                                                                           |                                                                                    |
| Лучший актёр второго плана                       | • Дензел Вашингтон — «Гладиатор 2» (за роль Макрина)                                                                                     |                                                                                    |
| Лучшая актриса второго плана                     | | • Зои Салдана — «Эмилия Перес» (за роль Риты Мора Кастро)                          |
| Лучшая актриса второго плана                     | • Селена Гомес — «Эмилия Перес» (за роль Джесси Дель Монте)                                                                              |                                                                                    |
| Лучшая актриса второго плана                     | • Ариана Гранде — «Злая: Сказка о ведьме Запада» (за роль Галинды Апланд)                                                                |                                                                                    |
| Лучшая актриса второго плана                     | • Фелисити Джонс — «Бруталист» (за роль Эржебет Тот)                                                                                     |                                                                                    |
| Лучшая актриса второго плана                     | • Маргарет Куолли — «Субстанция» (за роль Сью)                                                                                           |                                                                                    |
| Лучшая актриса второго плана                     | • Изабелла Росселлини — «Конклав» (за роль сестры Агнес)                                                                                 |                                                                                    |
| Лучший сценарий                                  | | • Питер Строган — «Конклав»                                                        |
| Лучший сценарий                                  | • Жак Одиар — «Эмилия Перес» |                                                                                    |
| Лучший сценарий                                  | • Шон Бейкер — «Анора» |                                                                                    |
| Лучший сценарий                                  | • Брэди Корбет и Мона Фастволд — «Бруталист»                                                                                             |                                                                                    |
| Лучший сценарий                                  | • Джесси Айзенберг — «Настоящая боль» |                                                                                    |
| Лучший сценарий                                  | • Корали Фаржа — «Субстанция» |                                                                                    |
| Лучшая музыка к фильму                           | | • Трент Резнор и Аттикус Росс — «Претенденты»                                      |
| Лучшая музыка к фильму                           | • Фолькер Бертельманн — «Конклав» |                                                                                    |
| Лучшая музыка к фильму                           | • Дэниел Блюмберг — «Бруталист» |                                                                                    |
| Лучшая музыка к фильму                           | • Крис Бауэрс — «Дикий робот» |                                                                                    |
| Лучшая музыка к фильму                           | • Клеман Дюколь и Камилла — «Эмилия Перес»                                                                                               |                                                                                    |
| Лучшая музыка к фильму                           | • Ханс Циммер — «Дюна: Часть вторая» |                                                                                    |
| Лучшая песня                                     | | • «Эль Маль» — «Эмилия Перес» — музыка и слова: Клеман Дюколь, Камилла и Жак Одиар |
| Лучшая песня                                     | • «Beautiful That Way» — «Шоугёрл» — музыка и слова: Эндрю Уайатт, Майли Сайрус и Ликке Ли                                               |                                                                                    |
| Лучшая песня                                     | • «Compress / Repress» — «Претенденты» — музыка и слова: Трент Резнор, Аттикус Росс и Лука Гуаданьино                                    |                                                                                    |
| Лучшая песня                                     | • «Forbidden Road» — «Быть лучше: История Робби Уильямса» — музыка и слова: Робби Уильямс, Фредди Векслер и Саша Скарбек                 |                                                                                    |
| Лучшая песня                                     | • «Kiss the Sky» — «Дикий робот» — музыка и слова: Дилейси, Джордан К. Джонсон, Стефан Джонсон, Марен Моррис, Майкл Поллак и Али Тампоси |                                                                                    |
| Лучшая песня                                     | • «Mi Camino» — «Эмилия Перес» — музыка и слова: Клеман Дюколь и Камилла                                                                 |                                                                                    |
| Лучший анимационный фильм                        | | • «Поток»                                                                          |
| Лучший анимационный фильм                        | • «Головоломка 2» |                                                                                    |
| Лучший анимационный фильм                        | • «Моана 2» |                                                                                    |
| Лучший анимационный фильм                        | • «Мемуары улитки» |                                                                                    |
| Лучший анимационный фильм                        | • «Уоллес и Громит: Самая дикая месть»                                                                                                   |                                                                                    |
| Лучший анимационный фильм                        | • «Дикий робот» |                                                                                    |
| Лучший фильм на иностранном языке                | | • Эмилия Перес (Франция)                                                           |
| Лучший фильм на иностранном языке                | • Я всё ещё здесь (Бразилия) |                                                                                    |
| Лучший фильм на иностранном языке                | • Всё, что нам кажется светом (Франция/Индия/Нидерланды/Люксембург/Италия)                                                               |                                                                                    |
| Лучший фильм на иностранном языке                | • Горная невеста (Италия) |                                                                                    |
| Лучший фильм на иностранном языке                | • Семя священного инжира (США/Германия)                                                                                                  |                                                                                    |
| Лучший фильм на иностранном языке                | • Девушка с иглой (Польша/Швеция/Дания)                                                                                                  |                                                                                    |
| Лучшие кинематографические и кассовые достижения | | • Злая: Сказка о ведьме Запада                                                     |
| Лучшие кинематографические и кассовые достижения | • Чужой: Ромул |                                                                                    |
| Лучшие кинематографические и кассовые достижения | • Битлджус Битлджус |                                                                                    |
| Лучшие кинематографические и кассовые достижения | • Дэдпул и Росомаха |                                                                                    |
| Лучшие кинематографические и кассовые достижения | • Гладиатор 2 |                                                                                    |
| Лучшие кинематографические и кассовые достижения | • Головоломка 2 |                                                                                    |
| Лучшие кинематографические и кассовые достижения | • Смерч 2 |                                                                                    |
| Лучшие кинематографические и кассовые достижения | • Дикий робот |                                                                                    |

### Телевизионные категории

#### Количество побед/номинаций
- 4/4: «Сёгун»
- 2/3: «Хитрости», «Оленёнок»
- 1/3: «Пингвин», «Настоящий детектив»
- 1/5: «Медведь»
- 0/4: «Убийства в одном здании»
- 0/3: «Все совпадения неслучайны», «Дипломатка», «Монстры: История Лайал и Эрика Менендес», «Мистер и Миссис Смит», «Никто этого не хочет», «Рипли», «Медленные лошади»
- 0/2: «Начальная школа Эбботт», «Терапия», «День шакала»

| Категории                                                   | Лауреаты и номинанты                                                                 | Лауреаты и номинанты                                                  |
| ----------------------------------------------------------- | ------------------------------------------------------------------------------------ | --------------------------------------------------------------------- |
| Лучший телевизионный сериал (драма)                         | • Сёгун                                                                              | • Сёгун                                                               |
| Лучший телевизионный сериал (драма)                         | • Игра в кальмара                                                                    |                                                                       |
| Лучший телевизионный сериал (драма)                         | • День шакала                                                                        |                                                                       |
| Лучший телевизионный сериал (драма)                         | • Мистер и миссис Смит                                                               |                                                                       |
| Лучший телевизионный сериал (драма)                         | • Медленные лошади                                                                   |                                                                       |
| Лучший телевизионный сериал (драма)                         | • Дипломатка                                                                         |                                                                       |
| Лучший телевизионный сериал (комедия или мюзикл)            | • Хитрости                                                                           | • Хитрости                                                            |
| Лучший телевизионный сериал (комедия или мюзикл)            | • Медведь                                                                            |                                                                       |
| Лучший телевизионный сериал (комедия или мюзикл)            | • Начальная школа Эбботт                                                             |                                                                       |
| Лучший телевизионный сериал (комедия или мюзикл)            | • Джентльмены                                                                        |                                                                       |
| Лучший телевизионный сериал (комедия или мюзикл)            | • Убийства в одном здании                                                            |                                                                       |
| Лучший телевизионный сериал (комедия или мюзикл)            | • Никто этого не хочет                                                               |                                                                       |
| Лучший мини-сериал или телефильм                            | • Оленёнок                                                                           | • Оленёнок                                                            |
| Лучший мини-сериал или телефильм                            | • Монстры: История Лайла и Эрика Менендес                                            |                                                                       |
| Лучший мини-сериал или телефильм                            | • Все совпадения неслучайны                                                          |                                                                       |
| Лучший мини-сериал или телефильм                            | • Настоящий детектив                                                                 |                                                                       |
| Лучший мини-сериал или телефильм                            | • Пингвин                                                                            |                                                                       |
| Лучший мини-сериал или телефильм                            | • Рипли                                                                              |                                                                       |
| Лучший актёр в драматическом телесериале                    |                                                                                      | • Хироюки Санада — «Сёгун» (за роль Йошии Торанаги)                   |
| Лучший актёр в драматическом телесериале                    | • Дональд Гловер — «Мистер и миссис Смит» (за роль Джона Смита / Майкла)             |                                                                       |
| Лучший актёр в драматическом телесериале                    | • Джейк Джилленхол — «Презумпция невиновности» (за роль Расти Сабича)                |                                                                       |
| Лучший актёр в драматическом телесериале                    | • Гэри Олдмен — «Медленные лошади» (за роль Джексона Лэмба)                          |                                                                       |
| Лучший актёр в драматическом телесериале                    | • Эдди Редмэйн — «День Шакала» (за роль «Шакала»)                                    |                                                                       |
| Лучший актёр в драматическом телесериале                    | • Билли Боб Торнтон — «Землевладелец» (за роль Томми Норриса)                        |                                                                       |
| Лучшая актриса в драматическом телесериале                  |                                                                                      | • Анна Саваи — «Сёгун» (за роль Тоды Марико)                          |
| Лучшая актриса в драматическом телесериале                  | • Кэти Бейтс — «Мэтлок» (за роль Мэдлин Кингстон / «Мэтти» Мэтлок)                   |                                                                       |
| Лучшая актриса в драматическом телесериале                  | • Эмма Д’Арси — «Дом дракона» (за роль Рейениры Таргариен)                           |                                                                       |
| Лучшая актриса в драматическом телесериале                  | • Кери Расселл — «Дипломатка» (за роль Кейт Уолер)                                   |                                                                       |
| Лучшая актриса в драматическом телесериале                  | • Майя Эрскин — «Мистер и миссис Смит» (за роль Джейн Смит)                          |                                                                       |
| Лучшая актриса в драматическом телесериале                  | • Кира Найтли — «Чёрные голуби» (за роль Хелен Уэбб)                                 |                                                                       |
| Лучший актёр в телевизионном сериале — комедия или мюзикл   |                                                                                      | • Джереми Аллен Уайт — «Медведь» (за роль Кармена «Карми» Берзатто)   |
| Лучший актёр в телевизионном сериале — комедия или мюзикл   | • Тед Дэнсон — «Человек внутри» (за роль Чарльза)                                    |                                                                       |
| Лучший актёр в телевизионном сериале — комедия или мюзикл   | • Стив Мартин — «Убийства в одном здании» (за роль Черльза-Хейдена Сэвиджа)          |                                                                       |
| Лучший актёр в телевизионном сериале — комедия или мюзикл   | • Джейсон Сигел — «Терапия» (за роль Джимми Лэрда)                                   |                                                                       |
| Лучший актёр в телевизионном сериале — комедия или мюзикл   | • Мартин Шорт — «Убийства в одном здании» (за роль Оливера Патнэма)                  |                                                                       |
| Лучший актёр в телевизионном сериале — комедия или мюзикл   | • Адам Броуди — «Никто этого не хочет» (за роль Ноя Роклова)                         |                                                                       |
| Лучшая актриса в телевизионном сериале — комедия или мюзикл |                                                                                      | • Джин Смарт — «Хитрости» (за роль Деборы Вэнс)                       |
| Лучшая актриса в телевизионном сериале — комедия или мюзикл | • Айо Эдебири — «Медведь» (за роль Сидни Адаму)                                      |                                                                       |
| Лучшая актриса в телевизионном сериале — комедия или мюзикл | • Кристен Белл — «Никто этого не хочет» (за роль Джоанны)                            |                                                                       |
| Лучшая актриса в телевизионном сериале — комедия или мюзикл | • Кинта Брансон — «Начальная школа Эбботт» (за роль Джанин Тигс)                     |                                                                       |
| Лучшая актриса в телевизионном сериале — комедия или мюзикл | • Кэтрин Хан — «Это всё Агата» (за роль Агаты Харкнесс)                              |                                                                       |
| Лучшая актриса в телевизионном сериале — комедия или мюзикл | • Селена Гомес — «Убийства в одном здании» (за роль Мэйбл Мора)                      |                                                                       |
| Лучший актёр в мини-сериале или телефильме                  |                                                                                      | • Колин Фаррелл — «Пингвин» (за роль Освальда «Оза» Кобба / Пингвина) |
| Лучший актёр в мини-сериале или телефильме                  | • Ричард Гэдд — «Оленёнок» (за роль Донни Данна)                                     |                                                                       |
| Лучший актёр в мини-сериале или телефильме                  | • Кевин Клайн — «Все совпадения неслучайны» (за роль Стивена Бригстока)              |                                                                       |
| Лучший актёр в мини-сериале или телефильме                  | • Купер Кох — «Монстры: История Лайла и Эрика Менендес» (за роль Эрика Менендеса)    |                                                                       |
| Лучший актёр в мини-сериале или телефильме                  | • Юэн Макгрегор — «Джентльмен в Москве» (за роль графа Александра Ростова)           |                                                                       |
| Лучший актёр в мини-сериале или телефильме                  | • Эндрю Скотт — «Рипли» (за роль Тома Рипли)                                         |                                                                       |
| Лучший актриса в мини-сериале или телефильме                |                                                                                      | • Джоди Фостер — «Настоящий детектив» (за роль шерифа Лиз Дэнверс)    |
| Лучший актриса в мини-сериале или телефильме                | • Кейт Бланшетт — «Все совпадения неслучайны» (за роль Кэтрин Рэйвенскрофт)          |                                                                       |
| Лучший актриса в мини-сериале или телефильме                | • Кристин Милиоти — «Пингвин» (за роль Софии Джиганте (Фальконе))                    |                                                                       |
| Лучший актриса в мини-сериале или телефильме                | • София Вергара — «Грисельда» (за роль Грисельды Бланко)                             |                                                                       |
| Лучший актриса в мини-сериале или телефильме                | • Наоми Уоттс — «Вражда: Капоте против Лебедей» (за роль Бейб Пэйли)                 |                                                                       |
| Лучший актриса в мини-сериале или телефильме                | • Кейт Уинслет — «Режим» (за роли Елены Вернем)                                      |                                                                       |
| Лучший актер второго плана — сериал                         |                                                                                      | • Таданобу Асано — «Сёгун» (за роль Касиги Ябусиге)                   |
| Лучший актер второго плана — сериал                         | • Хавьер Бардем — «Монстры: История Лайла и Эрика Менендес» (за роль Хосе Менендеса) |                                                                       |
| Лучший актер второго плана — сериал                         | • Харрисон Форд — «Терапия» (за роль доктора Пола Роудса)                            |                                                                       |
| Лучший актер второго плана — сериал                         | • Эбон Мосс-Бакрак — «Медведь» (за роль Ричарда «Ричи» Джеримовича)                  |                                                                       |
| Лучший актер второго плана — сериал                         | • Джек Лауден — «Медленные лошади» (за роль Ривера Картрайта)                        |                                                                       |
| Лучший актер второго плана — сериал                         | • Диего Луна — «Машина» (за роль Энди Переса)                                        |                                                                       |
| Лучшая актриса второго плана — сериал                       |                                                                                      | • Джессика Ганнинг — «Оленёнок» (за роль Марты Скотт)                 |
| Лучшая актриса второго плана — сериал                       | • Дакота Фаннинг — «Рипли» (за роль Мардж Шервуд)                                    |                                                                       |
| Лучшая актриса второго плана — сериал                       | • Элисон Дженни — «Дипломатка» (за роль вице-президента Грейс Пенн)                  |                                                                       |
| Лучшая актриса второго плана — сериал                       | • Кали Рейс — «Настоящий детектив» (за роль Эванджелин Наварро)                      |                                                                       |
| Лучшая актриса второго плана — сериал                       | • Ханна Айнбиндер — «Хитрости» (за роль Эвы Дэниелс)                                 |                                                                       |
| Лучшая актриса второго плана — сериал                       | • Лиза Колон-Зайас — «Медведь» (за роль Тины Марреро)                                |                                                                       |
| Лучшее стендап выступление                                  |                                                                                      | • Эли Вонг — «Эли Вонг: Одинокая леди»                                |
| Лучшее стендап выступление                                  | • Сет Майерс — «Сет Майерс: Папа-мужчина, идущий пешком»                             |                                                                       |
| Лучшее стендап выступление                                  | • Джейми Фокс — «Джейми Фокс: То, что произошло, было…»                              |                                                                       |
| Лучшее стендап выступление                                  | • Рами Юссеф — «Рами Юссеф: Больше чувств»                                           |                                                                       |
| Лучшее стендап выступление                                  | • Адам Сэндлер — «Адам Сэндер: Люблю тебя»                                           |                                                                       |
| Лучшее стендап выступление                                  | • Никки Глейзер — «Никки Глейзер: Когда-нибудь ты умрёшь»                            |                                                                       |

## Специальные награды
| Премия Сесиля Б. Де Милля (Награда за вклад в кинематограф)         |  | - Виола Дэвис |
| Премия имени Кэрол Бёрнетт (Награда за вклад в области телевидения) |  | - Тед Дэнсон  |